# Liste der Bodendenkmäler in Landau an der Isar
Auf dieser Seite sind die Bodendenkmäler in der niederbayerischen Stadt Landau an der Isar zusammengestellt. Diese Tabelle ist eine Teilliste der Liste der Bodendenkmäler in Bayern. Grundlage ist die Bayerische Denkmalliste, die auf Basis des Bayerischen Denkmalschutzgesetzes vom 1. Oktober 1973 erstmals erstellt wurde und seither durch das Bayerische Landesamt für Denkmalpflege geführt wird. Die folgenden Angaben ersetzen nicht die rechtsverbindliche Auskunft der Denkmalschutzbehörde.

## Bodendenkmäler der Gemeinde Landau an der Isar

### Bodendenkmäler in der Gemarkung Aufhausen
| Lage                 | Objekt                                              | Akten-Nr.     | Bild |
| -------------------- | --------------------------------------------------- | ------------- | ---- |
| Aufhausen (Standort) | Siedlung vor- und frühgeschichtlicher Zeitstellung. | D-2-7342-0068 |      |

### Bodendenkmäler in der Gemarkung Bubach
| Lage              | Objekt                                                                         | Akten-Nr.     | Bild |
| ----------------- | ------------------------------------------------------------------------------ | ------------- | ---- |
| Bubach (Standort) | Siedlung der frühen Bronzezeit und der späten Bronzezeit bzw. Urnenfelderzeit. | D-2-7341-0221 |      |
| Bubach (Standort) | Siedlung des Neolithikums und der Latènezeit.                                  | D-2-7341-0375 |      |

### Bodendenkmäler in der Gemarkung Frammering
| Lage                  | Objekt | Akten-Nr.     | Bild |
| --------------------- | --- | ------------- | ---- |
| Frammering (Standort) | Siedlung und verebnetes Grabenwerk vor- und frühgeschichtlicher Zeitstellung. | D-2-7342-0017 |      |
| Frammering (Standort) | Siedlung des Neolithikums, unter anderem der Münchshöfener Gruppe, sowie der Bronzezeit und Hallstattzeit. | D-2-7342-0023 |      |
| Frammering (Standort) | Siedlung der Hallstattzeit und des späten Mittelalters bzw. der frühen Neuzeit. Grabenwerk der frühen Neuzeit. | D-2-7342-0025 |      |
| Frammering (Standort) | Siedlung metallzeitlicher Zeitstellung. | D-2-7342-0026 |      |
| Frammering (Standort) | Siedlung der mittleren und späten Bronzezeit. | D-2-7342-0028 |      |
| Frammering (Standort) | Grabenwerk der Münchshöfener Gruppe. Siedlung der Münchshöfener Gruppe, der Chamer Gruppe und der frühen Bronzezeit. Bestattungsplatz der Münchshöfener Gruppe. | D-2-7342-0029 |      |
| Frammering (Standort) | Siedlung der Stichbandkeramik, der Gruppe Oberlauterbach, der Münchshöfener Gruppe und der mittleren Bronzezeit. | D-2-7342-0030 |      |
| Frammering (Standort) | Siedlung der Gruppe Oberlauterbach und der Münchshöfener Gruppe. | D-2-7342-0031 |      |
| Frammering (Standort) | Siedlung des Neolithikums. Bestattungsplatz des Endneolithikums. | D-2-7342-0032 |      |
| Frammering (Standort) | Siedlung des Neolithikums, der römischen Kaiserzeit und des frühen Mittelalters. | D-2-7342-0033 |      |
| Frammering (Standort) | Siedlung vor- und frühgeschichtlicher Zeitstellung. | D-2-7342-0034 |      |
| Frammering (Standort) | Siedlung des Neolithikums, unter anderem der Linearbandkeramik und der Münchshöfener Gruppe, sowie der Hallstattzeit. Bestattungsplatz der Münchshöfener Gruppe. | D-2-7342-0035 |      |
| Frammering (Standort) | Grabenwerk der Linearbandkeramik, der Stichbandkeramik und der Gruppe Oberlauterbach. Siedlung der Linear- und Stichbandkeramik, der Gruppe Oberlauterbach, der Münchshöfener Gruppe sowie der Bronzezeit und Latènezeit. | D-2-7342-0036 |      |
| Frammering (Standort) | Siedlung vor- und frühgeschichtlicher Zeitstellung. | D-2-7342-0037 |      |
| Frammering (Standort) | Siedlung des Neolithikums und der Bronzezeit. | D-2-7342-0038 |      |
| Frammering (Standort) | Siedlung der späten Latènezeit. | D-2-7342-0039 |      |
| Frammering (Standort) | Siedlung vor- und frühgeschichtlicher Zeitstellung. | D-2-7342-0040 |      |
| Frammering (Standort) | Frühmittelalterliche Reihengräber. | D-2-7342-0041 |      |
| Frammering (Standort) | Frühmittelalterliche Reihengräber. | D-2-7342-0042 |      |
| Frammering (Standort) | Siedlung der Linear- und Stichbandkeramik, der Münchshöfener Gruppe, der Bronzezeit und Latènezeit. | D-2-7342-0043 |      |
| Frammering (Standort) | Grabhügel vorgeschichtlicher Zeitstellung. | D-2-7342-0117 |      |
| Frammering (Standort) | Siedlung vor- und frühgeschichtlicher Zeitstellung. | D-2-7342-0118 |      |
| Frammering (Standort) | Zwei verebnete Viereckschanzen der späten Latènezeit. Siedlung vor- und frühgeschichtlicher Zeitstellung. | D-2-7342-0119 |      |
| Frammering (Standort) | Grabhügel vorgeschichtlicher Zeitstellung. | D-2-7342-0120 |      |
| Frammering (Standort) | Zwei verebnete Grabenwerke vor- und frühgeschichtlicher Zeitstellung. | D-2-7342-0121 |      |
| Frammering (Standort) | Siedlung vor- und frühgeschichtlicher Zeitstellung. | D-2-7342-0122 |      |
| Frammering (Standort) | Siedlung vor- und frühgeschichtlicher Zeitstellung. | D-2-7342-0123 |      |
| Frammering (Standort) | Siedlung der Linearbandkeramik, der Bronzezeit und der Latènezeit. | D-2-7342-0124 |      |
| Frammering (Standort) | Siedlung des Neolithikums, unter anderem der Stichbandkeramik, der Bronzezeit, Hallstatt- und frühen Latènezeit sowie des hohen Mittelalters. | D-2-7342-0125 |      |
| Frammering (Standort) | Siedlung vor- und frühgeschichtlicher Zeitstellung. | D-2-7342-0126 |      |
| Frammering (Standort) | Siedlung vor- und frühgeschichtlicher Zeitstellung. | D-2-7342-0127 |      |
| Frammering (Standort) | Siedlung vorgeschichtlicher Zeitstellung. | D-2-7342-0128 |      |
| Frammering (Standort) | Verebneter Grabhügel vorgeschichtlicher Zeitstellung. | D-2-7342-0129 |      |
| Frammering (Standort) | Siedlung vor- und frühgeschichtlicher Zeitstellung. | D-2-7342-0131 |      |
| Frammering (Standort) | Siedlung und Teilstück eines Grabenwerkes der Hallstattzeit. | D-2-7342-0132 |      |
| Frammering (Standort) | Siedlung des Neolithikums und der Bronzezeit. | D-2-7342-0134 |      |
| Frammering (Standort) | Siedlung des Neolithikums, unter anderem der Linear- und Stichbandkeramik sowie der Münchshöfener und Altheimer Gruppe, der frühen Bronzezeit und Latènezeit sowie des Hochmittelalters. Verebnete spätlatènezeitliche Viereckschanze. Frühmittelalterlicher Reihengräberfriedhof. Kreisgraben mit Zentralbestattung vor- und frühgeschichtlicher Zeitstellung. | D-2-7342-0136 |      |
| Frammering (Standort) | Siedlung des Neolithikums, unter anderem der Linearbandkeramik und der Altheimer Gruppe, der Hallstattzeit und der römischen Kaiserzeit sowie des frühen bis hohen Mittelalters. | D-2-7342-0137 |      |
| Frammering (Standort) | Siedlung der Stichbandkeramik, der Gruppe Oberlauterbach und der Münchshöfener Gruppe. | D-2-7342-0138 |      |
| Frammering (Standort) | Siedlung der frühen und mittleren Bronzezeit und verebnete Grabhügel vorgeschichtlicher Zeitstellung. | D-2-7342-0224 |      |
| Frammering (Standort) | Siedlung des Neolithikums, der Glockenbecherkultur, der frühen Bronzezeit, der Urnenfelder- und Hallstattzeit. Bestattungsplatz der Glockenbecherkultur. Grabenwerke der Urnenfelder- und Hallstattzeit. Hallstattzeitlicher Herrenhof. | D-2-7342-0225 |      |
| Frammering (Standort) | Siedlung des Mittelneolithikums (Stichbandkeramik/Gruppe Oberlauterbach), der Münchshöfener Gruppe und der mittleren Bronzezeit. Bestattungsplatz der Glockenbecherkultur. | D-2-7342-0250 |      |
| Frammering (Standort) | Siedlung der Münchshöfener Gruppe. Verebneter Burgstall des Mittelalters, Siedlung des Mittelalters und der frühen Neuzeit sowie mittelalterlich-frühneuzeitlicher Erdstall. Siehe auch: Burgstall Unterframmering | D-2-7342-0257 |      |
| Frammering (Standort) | Bestattungsplatz vor- und frühgeschichtlicher Zeitstellung. | D-2-7342-0288 |      |
| Frammering (Standort) | Siedlung vor- und frühgeschichtlicher Zeitstellung und verebnete vorgeschichtliche Grabhügel. | D-2-7342-0289 |      |
| Frammering (Standort) | Siedlung der späten Latènezeit und des Mittelalters. | D-2-7342-0290 |      |
| Frammering (Standort) | Siedlung der späten Münchshöfener Gruppe (Fazies Wallerfing). | D-2-7342-0291 |      |
| Frammering (Standort) | Siedlung der Endlatènezeit. | D-2-7342-0292 |      |
| Frammering (Standort) | Siedlung vor- und frühgeschichtlicher Zeitstellung. | D-2-7342-0294 |      |
| Frammering (Standort) | Siedlung vor- und frühgeschichtlicher Zeitstellung. | D-2-7342-0295 |      |
| Frammering (Standort) | Verebnetes Grabenwerk vor- und frühgeschichtlicher Zeitstellung. | D-2-7342-0296 |      |
| Frammering (Standort) | Siedlung vor- und frühgeschichtlicher Zeitstellung. | D-2-7342-0297 |      |
| Frammering (Standort) | Verebnete Grabhügel vorgeschichtlicher Zeitstellung. | D-2-7342-0298 |      |
| Frammering (Standort) | Siedlung vor- und frühgeschichtlicher Zeitstellung. | D-2-7342-0299 |      |
| Frammering (Standort) | Verebnetes Grabenwerk und Siedlung vor- und frühgeschichtlicher Zeitstellung. | D-2-7342-0300 |      |
| Frammering (Standort) | Siedlung vor- und frühgeschichtlicher Zeitstellung. | D-2-7342-0301 |      |
| Frammering (Standort) | Siedlung vor- und frühgeschichtlicher Zeitstellung. | D-2-7342-0302 |      |
| Frammering (Standort) | Verebnete Grabhügel vorgeschichtlicher Zeitstellung. | D-2-7342-0303 |      |
| Frammering (Standort) | Siedlung vor- und frühgeschichtlicher Zeitstellung. | D-2-7342-0304 |      |
| Frammering (Standort) | Verebnetes Grabenwerk vor- und frühgeschichtlicher Zeitstellung. | D-2-7342-0305 |      |
| Frammering (Standort) | Verebnetes Grabenwerk vor- und frühgeschichtlicher Zeitstellung, wohl Viereckschanze der späten Latènezeit. | D-2-7342-0306 |      |
| Frammering (Standort) | Siedlung vor- und frühgeschichtlicher Zeitstellung. | D-2-7342-0308 |      |
| Frammering (Standort) | Verebnete Grabhügel vorgeschichtlicher Zeitstellung. | D-2-7342-0309 |      |
| Frammering (Standort) | Siedlung vor- und frühgeschichtlicher Zeitstellung. | D-2-7342-0310 |      |
| Frammering (Standort) | Siedlung vor- und frühgeschichtlicher Zeitstellung. | D-2-7342-0312 |      |
| Frammering (Standort) | Siedlung vor- und frühgeschichtlicher Zeitstellung. | D-2-7342-0313 |      |
| Frammering (Standort) | Siedlung und Körpergräber vor- und frühgeschichtlicher Zeitstellung. | D-2-7342-0314 |      |
| Frammering (Standort) | Siedlung vor- und frühgeschichtlicher Zeitstellung. | D-2-7342-0315 |      |
| Frammering (Standort) | Siedlung vor- und frühgeschichtlicher Zeitstellung. | D-2-7342-0316 |      |
| Frammering (Standort) | Siedlung vor- und frühgeschichtlicher Zeitstellung. | D-2-7342-0340 |      |
| Frammering (Standort) | Siedlung der frühen Bronzezeit. | D-2-7342-0448 |      |
| Frammering (Standort) | Siedlung der Bronzezeit und Hallstattzeit. | D-2-7342-0451 |      |
| Frammering (Standort) | Siedlung metallzeitlicher Zeitstellung. | D-2-7342-0452 |      |
| Frammering (Standort) | Untertägige Befunde des Mittelalters und der frühen Neuzeit im Bereich der Katholischen Kirche St. Michael mit zugehörigem, ummauerten Friedhof in Unterframmering, darunter die Spuren von Vorgängerbauten bzw. älteren Bauphasen. Siehe auch: St. Michael (Unterframmering)                                                                                   | D-2-7342-0457 |      |
| Frammering (Standort) | Mittelalterlich-frühneuzeitlicher Erdstall. | D-2-7342-0492 |      |
| Frammering (Standort) | Untertägige Befunde der frühen Neuzeit im Bereich der Katholischen Kirche St. Alban in Wolfsdorf, darunter die Spuren von Vorgängerbauten bzw. älteren Bauphasen. Siehe auch: St. Alban (Wolfsdorf) | D-2-7342-0509 |      |
| Frammering (Standort) | Untertägige Befunde des Mittelalters und der frühen Neuzeit im Bereich der Katholischen Kirche St. Petrus in Oberframmering, darunter die Spuren von Vorgängerbauten bzw. älteren Bauphasen. Siehe auch: St. Petrus (Oberframmering) | D-2-7342-0539 |      |

### Bodendenkmäler in der Gemarkung Haidlfing
| Lage                 | Objekt                                              | Akten-Nr.     | Bild |
| -------------------- | --------------------------------------------------- | ------------- | ---- |
| Haidlfing (Standort) | Siedlung vor- und frühgeschichtlicher Zeitstellung. | D-2-7242-0160 |      |

### Bodendenkmäler in der Gemarkung Haunersdorf
| Lage                   | Objekt                                                                                        | Akten-Nr.     | Bild |
| ---------------------- | --------------------------------------------------------------------------------------------- | ------------- | ---- |
| Haunersdorf (Standort) | Verebnete vorgeschichtliche Grabhügel und Siedlung vor- und frühgeschichtlicher Zeitstellung. | D-2-7342-0407 |      |

### Bodendenkmäler in der Gemarkung Höcking
| Lage                               | Objekt | Akten-Nr.     | Bild |
| ---------------------------------- | --- | ------------- | ---- |
| Höcking (Standort)                 | Frühmittelalterliche Abschnittsbefestigung. | D-2-7341-0112 |      |
| Höcking (Standort)                 | Verebnete Wall-Grabenanlage vor- und frühgeschichtlicher oder mittelalterlicher Zeitstellung. Siedlung vor- und frühgeschichtlicher Zeitstellung, unter anderem des Neolithikums. | D-2-7341-0114 |      |
| Höcking (Standort)                 | Verebnete Gräben und Siedlung vor- und frühgeschichtlicher oder mittelalterlich-frühneuzeitlicher Zeitstellung. | D-2-7341-0115 |      |
| Höcking (Standort)                 | Siedlung vor- und frühgeschichtlicher Zeitstellung. | D-2-7341-0116 |      |
| Höcking (Standort)                 | Siedlung vor- und frühgeschichtlicher Zeitstellung. | D-2-7341-0117 |      |
| Höcking (Standort)                 | Grabhügel vorgeschichtlicher Zeitstellung. | D-2-7341-0118 |      |
| Höcking (Standort)                 | Grabhügel vorgeschichtlicher Zeitstellung. | D-2-7341-0120 |      |
| Höcking (Standort)                 | Siedlung vorgeschichtlicher Zeitstellung, unter anderem der Münchshöfener Gruppe, der Bronzezeit sowie der mittleren und späten Latènezeit. | D-2-7341-0121 |      |
| Höcking (Standort)                 | Siedlung des Spätneolithikums. | D-2-7341-0122 |      |
| Höcking (Standort)                 | Siedlung und zwei verebnete parallele Gräben vor- und frühgeschichtlicher Zeitstellung. | D-2-7341-0124 |      |
| Höcking (Standort)                 | Siedlung vor- und frühgeschichtlicher Zeitstellung. | D-2-7341-0125 |      |
| Höcking (Standort)                 | Siedlung vorgeschichtlicher Zeitstellung, unter anderem der Latènezeit. | D-2-7341-0126 |      |
| Höcking (Standort)                 | Siedlung vor- und frühgeschichtlicher Zeitstellung. | D-2-7341-0127 |      |
| Höcking (Standort)                 | Siedlung vor- und frühgeschichtlicher Zeitstellung. | D-2-7341-0128 |      |
| Höcking (Standort)                 | Siedlung vor- und frühgeschichtlicher Zeitstellung. | D-2-7341-0129 |      |
| Höcking (Standort)                 | Grabhügel vorgeschichtlicher Zeitstellung. | D-2-7341-0130 |      |
| Höcking (Standort)                 | Siedlung der Gruppe Oberlauterbach und der Münchshöfener Gruppe. | D-2-7341-0142 |      |
| Höcking (Standort)                 | Verebnetes Grabenwerk vor- und frühgeschichtlicher Zeitstellung und Siedlung des Neolithikums. | D-2-7341-0143 |      |
| Höcking (Standort)                 | Siedlung der Münchshöfener Gruppe und der Latènezeit. | D-2-7341-0152 |      |
| Höcking (Standort)                 | Siedlung der Latènezeit. | D-2-7341-0153 |      |
| Höcking (Standort)                 | Grabhügel vorgeschichtlicher Zeitstellung. | D-2-7341-0208 |      |
| Höcking (Standort)                 | Siedlung vor- und frühgeschichtlicher Zeitstellung und verebnete vorgeschichtliche Grabhügel. | D-2-7341-0209 |      |
| Höcking (Standort)                 | Siedlung und verebnetes ovales Grabenwerk vor- und frühgeschichtlicher Zeitstellung. | D-2-7341-0210 |      |
| Höcking (Standort)                 | Siedlung vor- und frühgeschichtlicher Zeitstellung. | D-2-7341-0211 |      |
| Höcking (Standort)                 | Siedlung vor- und frühgeschichtlicher Zeitstellung. | D-2-7341-0212 |      |
| Höcking (Standort)                 | Siedlung vor- und frühgeschichtlicher Zeitstellung. | D-2-7341-0213 |      |
| Höcking (Standort)                 | Siedlung vor- und frühgeschichtlicher Zeitstellung und verebnete vorgeschichtliche Grabhügel. | D-2-7341-0214 |      |
| Höcking (Standort)                 | Verebnete Grabhügel vorgeschichtlicher Zeitstellung. | D-2-7341-0216 |      |
| Höcking (Standort)                 | Siedlung vor- und frühgeschichtlicher Zeitstellung. | D-2-7341-0217 |      |
| Höcking (Standort)                 | Siedlung vor- und frühgeschichtlicher Zeitstellung. | D-2-7341-0218 |      |
| Höcking (Standort)                 | Verebneter Grabhügel vorgeschichtlicher Zeitstellung. | D-2-7341-0219 |      |
| Höcking (Standort)                 | Siedlung vor- und frühgeschichtlicher Zeitstellung. | D-2-7341-0343 |      |
| Höcking (Standort)                 | Untertägige Befunde des Mittelalters und der frühen Neuzeit im Bereich der Katholischen Kirche St. Johannes der Täufer mit zugehörigem, z. T. aufgelassenen, ummauerten Friedhof in Usterling, darunter die Spuren von Vorgängerbauten bzw. älteren Bauphasen. Siehe auch: St. Johannes (Usterling) | D-2-7341-0357 |      |
| Höcking (Standort)                 | Untertägige Befunde der frühen Neuzeit im Bereich der Kapelle oberhalb des Wachsenden Steins bei Usterling, darunter die Spuren von Vorgängerbauten bzw. älteren Bauphasen. | D-2-7341-0368 |      |
| Höcking (Standort)                 | Untertägige Befunde des Mittelalters und der frühen Neuzeit im Bereich der Katholischen Kirche St. Pankratius in Oberhöcking, darunter die Spuren von Vorgängerbauten bzw. älteren Bauphasen. Siehe auch: St. Pankratius (Oberhöcking)                                                              | D-2-7341-0371 |      |
| Höcking (Standort)                 | Siedlung vorgeschichtlicher, wohl metallzeitlicher Zeitstellung. | D-2-7341-0427 |      |
| Höcking Landau a.d.Isar (Standort) | Verebnete Viereckschanze der späten Latènezeit. | D-2-7341-0428 |      |
| Höcking (Standort)                 | Siedlung vor- und frühgeschichtlicher Zeitstellung. | D-2-7342-0001 |      |
| Höcking (Standort)                 | Siedlung vor- und frühgeschichtlicher Zeitstellung und verebnete Grabhügel vorgeschichtlicher Zeitstellung. | D-2-7342-0002 |      |
| Höcking (Standort)                 | Verebneter Turmhügel des Mittelalters. Siehe auch: Turmhügel Niederhöcking | D-2-7342-0004 |      |
| Höcking (Standort)                 | Siedlung vor- und frühgeschichtlicher Zeitstellung. | D-2-7342-0005 |      |
| Höcking (Standort)                 | Siedlung vor- und frühgeschichtlicher Zeitstellung. | D-2-7342-0006 |      |
| Höcking (Standort)                 | Siedlung vor- und frühgeschichtlicher Zeitstellung. | D-2-7342-0007 |      |
| Höcking (Standort)                 | Siedlung vor- und frühgeschichtlicher Zeitstellung. | D-2-7342-0008 |      |
| Höcking (Standort)                 | Siedlung vor- und frühgeschichtlicher Zeitstellung. | D-2-7342-0009 |      |
| Höcking (Standort)                 | Verebnetes Grabenwerk und verebneter Grabhügel mit Kreisgraben vor- und frühgeschichtlicher Zeitstellung. | D-2-7342-0011 |      |
| Höcking (Standort)                 | Siedlung vor- und frühgeschichtlicher Zeitstellung, unter anderem der Linearbandkeramik. Verebnetes Grabenwerk vor- und frühgeschichtlicher Zeitstellung. | D-2-7342-0012 |      |
| Höcking (Standort)                 | Siedlung der Metallzeiten. | D-2-7342-0013 |      |
| Höcking (Standort)                 | Siedlung vorgeschichtlicher Zeitstellung. | D-2-7342-0238 |      |
| Höcking (Standort)                 | Siedlung vorgeschichtlicher Zeitstellung. | D-2-7342-0239 |      |
| Höcking (Standort)                 | Siedlung vor- und frühgeschichtlicher Zeitstellung, unter anderem der Hallstatt- und Latènezeit. Verebnetes Grabenwerk vor- und frühgeschichtlicher Zeitstellung. | D-2-7342-0240 |      |
| Höcking (Standort)                 | Siedlung vorgeschichtlicher Zeitstellung. | D-2-7342-0241 |      |
| Höcking (Standort)                 | Siedlung vorgeschichtlicher Zeitstellung. | D-2-7342-0242 |      |
| Höcking (Standort)                 | Siedlung der Latènezeit. | D-2-7342-0243 |      |
| Höcking (Standort)                 | Siedlung vor- und frühgeschichtlicher Zeitstellung. Verebnetes Grabenwerk vor- und frühgeschichtlicher oder mittelalterlicher Zeitstellung. Bestattungsplatz der frühen Bronzezeit. | D-2-7342-0246 |      |
| Höcking (Standort)                 | Siedlung bzw. Körpergräber vor- und frühgeschichtlicher Zeitstellung. | D-2-7342-0317 |      |
| Höcking (Standort)                 | Siedlung und Körpergräber vor- und frühgeschichtlicher Zeitstellung. | D-2-7342-0318 |      |
| Höcking (Standort)                 | Siedlung vor- und frühgeschichtlicher Zeitstellung. | D-2-7342-0319 |      |
| Höcking (Standort)                 | Siedlung vor- und frühgeschichtlicher Zeitstellung. | D-2-7342-0320 |      |
| Höcking (Standort)                 | Siedlung vor- und frühgeschichtlicher Zeitstellung. | D-2-7342-0321 |      |
| Höcking (Standort)                 | Siedlung vor- und frühgeschichtlicher Zeitstellung. | D-2-7342-0322 |      |
| Höcking (Standort)                 | Verebnete Grabhügel vorgeschichtlicher Zeitstellung. | D-2-7342-0323 |      |
| Höcking (Standort)                 | Verebnete Grabhügel vorgeschichtlicher Zeitstellung. | D-2-7342-0324 |      |
| Höcking (Standort)                 | Verebnete Grabhügel vorgeschichtlicher Zeitstellung. | D-2-7342-0325 |      |
| Höcking (Standort)                 | Untertägige Befunde des Mittelalters und der frühen Neuzeit im Bereich der Katholischen Pfarrkirche St. Martin mit zugehörigem, ummauerten Friedhof in Niederhöcking, darunter die Spuren von Vorgängerbauten bzw. älteren Bauphasen. Siehe auch: St. Martin (Niederhöcking)                        | D-2-7342-0442 |      |
| Höcking (Standort)                 | Grabhügel vorgeschichtlicher Zeitstellung. | D-2-7342-0444 |      |
| Höcking (Standort)                 | Untertägige Befunde des Mittelalters und der frühen Neuzeit im Bereich der Katholischen Kirche Mariä Empfängnis mit zugehörigem, ummauerten Friedhof in Zulling, darunter die Spuren von Vorgängerbauten bzw. älteren Bauphasen. Siehe auch: Mariä Empfängnis (Zulling)                             | D-2-7342-0456 |      |
| Höcking (Standort)                 | Untertägige Befunde des Mittelalters und der frühen Neuzeit im Bereich der Katholischen Kirche St. Peter und Paul in Thanhöcking, darunter die Spuren von Vorgängerbauten bzw. älteren Bauphasen. Siehe auch: St. Peter und Paul (Thanhöcking)                                                      | D-2-7342-0513 |      |

### Bodendenkmäler in der Gemarkung Kammern
| Lage               | Objekt | Akten-Nr.     | Bild |
| ------------------ | --- | ------------- | ---- |
| Kammern (Standort) | Siedlung vorgeschichtlicher Zeitstellung. | D-2-7342-0114 |      |
| Kammern (Standort) | Siedlung vorgeschichtlicher Zeitstellung. | D-2-7342-0116 |      |
| Kammern (Standort) | Siedlung der Bronzezeit. | D-2-7342-0158 |      |
| Kammern (Standort) | Siedlung vor- und frühgeschichtlicher Zeitstellung. | D-2-7342-0159 |      |
| Kammern (Standort) | Teilweise verebnete Viereckschanze der späten Latènezeit. | D-2-7342-0160 |      |
| Kammern (Standort) | Siedlung der Stichbandkeramik, der Gruppe Oberlauterbach, der Münchshöfener Gruppe und der mittleren Bronzezeit. Verebnete Grabhügel vorgeschichtlicher Zeitstellung.                                                                                              | D-2-7342-0161 |      |
| Kammern (Standort) | Siedlung vorgeschichtlicher Zeitstellung. | D-2-7342-0162 |      |
| Kammern (Standort) | Verebnete vorgeschichtliche Grabhügel und Siedlung vor- und frühgeschichtlicher Zeitstellung. | D-2-7342-0327 |      |
| Kammern (Standort) | Siedlung vor- und frühgeschichtlicher Zeitstellung. | D-2-7342-0328 |      |
| Kammern (Standort) | Siedlung vor- und frühgeschichtlicher Zeitstellung. | D-2-7342-0329 |      |
| Kammern (Standort) | Siedlung vor- und frühgeschichtlicher Zeitstellung. | D-2-7342-0330 |      |
| Kammern (Standort) | Siedlung vor- und frühgeschichtlicher Zeitstellung. | D-2-7342-0331 |      |
| Kammern (Standort) | Verebnete Grabhügel vorgeschichtlicher Zeitstellung. | D-2-7342-0332 |      |
| Kammern (Standort) | Verebnete Grabhügel vorgeschichtlicher Zeitstellung. | D-2-7342-0333 |      |
| Kammern (Standort) | Untertägige Befunde des Mittelalters und der frühen Neuzeit im Bereich der Katholischen Pfarrkirche St. Stephan mit zugehörigem, ummauerten Friedhof in Kammern, darunter die Spuren von Vorgängerbauten bzw. älteren Bauphasen. Siehe auch: St. Stephan (Kammern) | D-2-7342-0499 |      |

### Bodendenkmäler in der Gemarkung Landau a.d.Isar
| Lage                       | Objekt | Akten-Nr.     | Bild |
| -------------------------- | --- | ------------- | ---- |
| Landau a.d.Isar (Standort) | Siedlung vor- und frühgeschichtlicher Zeitstellung. | D-2-7242-0164 |      |
| Landau a.d.Isar (Standort) | Siedlung vor- und frühgeschichtlicher oder mittelalterlich-frühneuzeitlicher Zeitstellung. | D-2-7242-0188 |      |
| Landau a.d.Isar (Standort) | Siedlung vor- und frühgeschichtlicher Zeitstellung. | D-2-7242-0189 |      |
| Landau a.d.Isar (Standort) | Turmhügel des Mittelalters. Siehe auch: Turmhügel Zanklau | D-2-7342-0014 |      |
| Landau a.d.Isar (Standort) | Burgstall des Mittelalters und der frühen Neuzeit mit abgegangener ehemalige Burgkapelle. Siehe auch: Burgstall Landau an der Isar | D-2-7342-0015 |      |
| Landau a.d.Isar (Standort) | Siedlung der Münchshöfener Gruppe. | D-2-7342-0016 |      |
| Landau a.d.Isar (Standort) | Siedlung der Münchshöfener Gruppe und der mittleren Bronzezeit. Verebneter Grabhügel vorgeschichtlicher Zeitstellung. | D-2-7342-0018 |      |
| Landau a.d.Isar (Standort) | Siedlung des Mittelneolithikums, der Altheimer und Chamer Gruppe, der Bronzezeit, Urnenfelder- und Hallstattzeit. | D-2-7342-0019 |      |
| Landau a.d.Isar (Standort) | Siedlung der Gruppe Oberlauterbach, der Münchshöfener, Altheimer und Chamer Gruppe sowie der mittleren Bronzezeit. Grabenähnliche Struktur vor- und frühgeschichtlicher Zeitstellung. | D-2-7342-0020 |      |
| Landau a.d.Isar (Standort) | Frühmittelalterliche Reihengräber. | D-2-7342-0022 |      |
| Landau a.d.Isar (Standort) | Siedlung der Altheimer Gruppe. | D-2-7342-0245 |      |
| Landau a.d.Isar (Standort) | Siedlung der Chamer Gruppe. | D-2-7342-0249 |      |
| Landau a.d.Isar (Standort) | Siedlung vor- und frühgeschichtlicher oder mittelalterlich-frühneuzeitlicher Zeitstellung. | D-2-7342-0335 |      |
| Landau a.d.Isar (Standort) | Siedlung vor- und frühgeschichtlicher oder mittelalterlich-frühneuzeitlicher Zeitstellung. | D-2-7342-0336 |      |
| Landau a.d.Isar (Standort) | Siedlung vor- und frühgeschichtlicher Zeitstellung. | D-2-7342-0337 |      |
| Landau a.d.Isar (Standort) | Siedlung vor- und frühgeschichtlicher Zeitstellung. | D-2-7342-0338 |      |
| Landau a.d.Isar (Standort) | Siedlung vor- und frühgeschichtlicher Zeitstellung. | D-2-7342-0339 |      |
| Landau a.d.Isar (Standort) | Verebnetes kreisförmiges Grabenwerk vor- und frühgeschichtlicher Zeitstellung. | D-2-7342-0341 |      |
| Landau a.d.Isar (Standort) | Siedlung vor- und frühgeschichtlicher Zeitstellung. | D-2-7342-0342 |      |
| Landau a.d.Isar (Standort) | Siedlung vor- und frühgeschichtlicher Zeitstellung. | D-2-7342-0343 |      |
| Landau a.d.Isar (Standort) | Siedlung vor- und frühgeschichtlicher Zeitstellung, unter anderem des Spätneolithikums. | D-2-7342-0347 |      |
| Landau a.d.Isar (Standort) | Siedlung vor- und frühgeschichtlicher Zeitstellung. | D-2-7342-0438 |      |
| Landau a.d.Isar (Standort) | Untertägige Befunde des Mittelalters und der frühen Neuzeit im historischen Stadtkern von Landau a.d.Isar. | D-2-7342-0445 |      |
| Landau a.d.Isar (Standort) | Bestattungsplatz des Neolithikums oder der frühen Bronzezeit. | D-2-7342-0447 |      |
| Landau a.d.Isar (Standort) | Pestfriedhof der frühen Neuzeit. | D-2-7342-0455 |      |
| Landau a.d.Isar (Standort) | Untertägige Befunde des Mittelalters und der frühen Neuzeit im Bereich der Katholischen Friedhofskirche Hl. Kreuz mit zugehörigem, ummauerten Friedhof in Landau a.d.Isar, darunter die Spuren von Vorgängerbauten bzw. älteren Bauphasen. Siehe auch: Heilig Kreuz (Landau)                                                 | D-2-7342-0460 |      |
| Landau a.d.Isar (Standort) | Untertägige Befunde der frühen Neuzeit im Bereich der Katholischen Wallfahrtskirche Mariä Heimsuchung (Steinfelskirche) in Landau a.d.Isar, darunter die Spuren von Vorgängerbauten bzw. älteren Bauphasen. Siehe auch: Maria Steinfels (Landau)                                                                             | D-2-7342-0461 |      |
| Landau a.d.Isar (Standort) | Untertägige Befunde des Mittelalters und der frühen Neuzeit im Bereich der abgegangenen Stadtbefestigung von Landau a.d.Isar. | D-2-7342-0462 |      |
| Landau a.d.Isar (Standort) | Siedlung der mittleren Bronzezeit und Grabenwerk der frühen Neuzeit. | D-2-7342-0514 |      |
| Landau a.d.Isar (Standort) | Untertägige Befunde des Mittelalters und der frühen Neuzeit im Bereich der Katholischen Spitalkirche Hl. Geist mit zugehörigem ehemalige Bürgerspital und zugehörigem, aufgelassenen Friedhof in Landau a.d.Isar, darunter die Spuren von Vorgängerbauten bzw. älteren Bauphasen. Siehe auch: Hl. Geist (Landau an der Isar) | D-2-7342-0540 |      |
| Landau a.d.Isar (Standort) | Untertägige Befunde des Mittelalters und der frühen Neuzeit im Bereich der Katholischen Stadtpfarrkirche Mariä Himmelfahrt mit zugehörigem, aufgelassenen Friedhof in Landau a.d.Isar, darunter die Spuren von Vorgängerbauten bzw. älteren Bauphasen. Siehe auch: Mariä Himmelfahrt (Landau an der Isar)                    | D-2-7342-0541 |      |
| Landau a.d.Isar (Standort) | Untertägige Befunde des Mittelalters und der frühen Neuzeit im Bereich der ehemalige Herzogsburg (Kastenhof) in Landau a.d.Isar, darunter die Spuren von Vorgängerbauten bzw. älteren Bauphasen. | D-2-7342-0544 |      |
| Landau a.d.Isar (Standort) | Siedlung der Latènezeit und der römischen Kaiserzeit. | D-2-7342-0546 |      |
| Landau a.d.Isar (Standort) | Siedlung der Linearbandkeramik. | D-2-7342-0547 |      |

### Bodendenkmäler in der Gemarkung Mettenhausen
| Lage                    | Objekt | Akten-Nr.     | Bild |
| ----------------------- | --- | ------------- | ---- |
| Mettenhausen (Standort) | Verebnete Viereckschanze der späten Latènezeit. | D-2-7342-0045 |      |
| Mettenhausen (Standort) | Grabhügel vorgeschichtlicher Zeitstellung. | D-2-7342-0046 |      |
| Mettenhausen (Standort) | Siedlung vorgeschichtlicher Zeitstellung. | D-2-7342-0054 |      |
| Mettenhausen (Standort) | Grabhügel vorgeschichtlicher Zeitstellung, unter anderem der mittleren Bronzezeit. | D-2-7342-0055 |      |
| Mettenhausen (Standort) | Verebneter Niederungsburgstall des Mittelalters und der frühen Neuzeit. | D-2-7342-0057 |      |
| Mettenhausen (Standort) | Siedlung der Bronzezeit und Urnenfelderzeit. | D-2-7342-0058 |      |
| Mettenhausen (Standort) | Siedlung der Linear- und Stichbandkeramik, der Münchshöfener Gruppe und der Bronzezeit. | D-2-7342-0063 |      |
| Mettenhausen (Standort) | Siedlung der Bronzezeit und des frühen Mittelalters. | D-2-7342-0064 |      |
| Mettenhausen (Standort) | Siedlung des Mittelneolithikums. | D-2-7342-0065 |      |
| Mettenhausen (Standort) | Siedlung der Latènezeit. | D-2-7342-0067 |      |
| Mettenhausen (Standort) | Archäologische Befunde des Mittelalters und der frühen Neuzeit im Bereich der abgegangenen Katholischen Kirche St. Mauritius mit zugehörigem, aufgelassenen, befestigten Friedhof von Mettenhausen. Siehe auch: St. Mauritius (Mettenhausen) | D-2-7342-0348 |      |
| Mettenhausen (Standort) | Verebneter Grabhügel vorgeschichtlicher Zeitstellung. | D-2-7342-0349 |      |
| Mettenhausen (Standort) | Siedlung vor- und frühgeschichtlicher und mittelalterlich-frühneuzeitlicher Zeitstellung. Verebneter Grabhügel vorgeschichtlicher Zeitstellung.                                                                                              | D-2-7342-0350 |      |
| Mettenhausen (Standort) | Verebnete vorgeschichtliche Grabhügel bzw. Siedlung vor- und frühgeschichtlicher Zeitstellung. | D-2-7342-0351 |      |
| Mettenhausen (Standort) | Verebnete vorgeschichtliche Grabhügel bzw. Siedlung vor- und frühgeschichtlicher Zeitstellung. | D-2-7342-0352 |      |
| Mettenhausen (Standort) | Verebneter Grabhügel vorgeschichtlicher Zeitstellung. | D-2-7342-0353 |      |
| Mettenhausen (Standort) | Verebnete Grabhügel vorgeschichtlicher Zeitstellung. | D-2-7342-0354 |      |
| Mettenhausen (Standort) | Siedlung vor- und frühgeschichtlicher Zeitstellung. | D-2-7342-0355 |      |
| Mettenhausen (Standort) | Verebnete Grabhügel vorgeschichtlicher Zeitstellung und Siedlung vor- und frühgeschichtlicher Zeitstellung. | D-2-7342-0356 |      |
| Mettenhausen (Standort) | Verebnete Grabhügel vorgeschichtlicher Zeitstellung. | D-2-7342-0357 |      |
| Mettenhausen (Standort) | Siedlung vor- und frühgeschichtlicher Zeitstellung. | D-2-7342-0358 |      |
| Mettenhausen (Standort) | Siedlung vor- und frühgeschichtlicher Zeitstellung. | D-2-7342-0359 |      |
| Mettenhausen (Standort) | Siedlung vorgeschichtlicher Zeitstellung, unter anderem der Altheimer Gruppe und der Latènezeit. | D-2-7342-0360 |      |
| Mettenhausen (Standort) | Siedlung der Stichbandkeramik. | D-2-7342-0361 |      |
| Mettenhausen (Standort) | Siedlung vorgeschichtlicher Zeitstellung. | D-2-7342-0362 |      |
| Mettenhausen (Standort) | Siedlung vorgeschichtlicher Zeitstellung. | D-2-7342-0363 |      |
| Mettenhausen (Standort) | Siedlung der späten Münchshöfener Gruppe (Facies Wallerfing). | D-2-7342-0364 |      |
| Mettenhausen (Standort) | Frühneuzeitliche Wüstung Moosmühl. | D-2-7342-0501 |      |
| Mettenhausen (Standort) | Untertägige Befunde des Mittelalters und der frühen Neuzeit im Bereich der Katholischen Kirche St. Andreas in Rottersdorf, darunter die Spuren von Vorgängerbauten bzw. älteren Bauphasen. Siehe auch: St. Andreas (Rottersdorf)             | D-2-7342-0503 |      |

### Bodendenkmäler in der Gemarkung Reichersdorf
| Lage                    | Objekt | Akten-Nr.     | Bild |
| ----------------------- | --- | ------------- | ---- |
| Reichersdorf (Standort) | Siedlung der Münchshöfener und Altheimer Gruppe sowie der Latènezeit. | D-2-7342-0086 |      |
| Reichersdorf (Standort) | Siedlung der Münchshöfener Gruppe, der Bronzezeit und Latènezeit. | D-2-7342-0087 |      |
| Reichersdorf (Standort) | Siedlung der Münchshöfener und der Altheimer Gruppe. | D-2-7342-0088 |      |
| Reichersdorf (Standort) | Siedlung vorgeschichtlicher Zeitstellung, unter anderem der Münchshöfener Gruppe und der Bronzezeit. | D-2-7342-0089 |      |
| Reichersdorf (Standort) | Siedlung vorgeschichtlicher Zeitstellung, unter anderem der Linear- und Stichbandkeramik sowie der Münchshöfener Gruppe. | D-2-7342-0090 |      |
| Reichersdorf (Standort) | Siedlung der Linear- und Stichbandkeramik, der Gruppe Oberlauterbach, der Bronzezeit, Urnenfelder-, Hallstatt-, Latène- und römischen Kaiserzeit sowie des frühen Mittelalters. | D-2-7342-0091 |      |
| Reichersdorf (Standort) | Siedlung der Linear- und Stichbandkeramik, der Gruppe Oberlauterbach, der Bronzezeit, Urnenfelder-, Hallstatt-, Latène- und römischen Kaiserzeit sowie des frühen Mittelalters. | D-2-7342-0092 |      |
| Reichersdorf (Standort) | Siedlung der frühen Bronzezeit. | D-2-7342-0093 |      |
| Reichersdorf (Standort) | Siedlung der Linearbandkeramik und der Münchshöfener Gruppe. | D-2-7342-0096 |      |
| Reichersdorf (Standort) | Siedlung der Urnenfelderzeit. | D-2-7342-0236 |      |
| Reichersdorf (Standort) | Mittelalterlich-frühneuzeitliche Siedlung. | D-2-7342-0510 |      |
| Reichersdorf (Standort) | Untertägige Befunde des Mittelalters und der frühen Neuzeit im Bereich der Katholischen Pfarrkirche St. Martin mit zugehörigem, ummauerten, aufgelassenen Friedhof in Reichersdorf, darunter die Spuren von Vorgängerbauten bzw. älteren Bauphasen. Siehe auch: St. Martin (Reichersdorf) | D-2-7342-0516 |      |
| Reichersdorf (Standort) | Untertägige Befunde der frühen Neuzeit im Bereich der Kapelle St. Anton bei Thambach, darunter die Spuren von Vorgängerbauten bzw. älteren Bauphasen. | D-2-7342-0518 |      |
| Reichersdorf (Standort) | Untertägige Befunde des Mittelalters und der frühen Neuzeit im Bereich des Schlosses Wildthurn, darunter die Spuren von Vorgängerbauten bzw. älteren Bauphasen. Siehe auch: Schloss Wildthurn                                                                                             | D-2-7342-0521 |      |
| Reichersdorf (Standort) | Siedlung vorgeschichtlicher, wohl metallzeitlicher Zeitstellung, sowie ein Grabenabschnitt vor- und frühgeschichtlicher Zeitstellung. | D-2-7342-0548 |      |

### Bodendenkmäler in der Gemarkung Zeholfing
| Lage                 | Objekt | Akten-Nr.     | Bild |
| -------------------- | --- | ------------- | ---- |
| Zeholfing (Standort) | Siedlung vor- und frühgeschichtlicher Zeitstellung. | D-2-7242-0062 |      |
| Zeholfing (Standort) | Siedlung vor- und frühgeschichtlicher Zeitstellung. | D-2-7242-0192 |      |
| Zeholfing (Standort) | Teilstück der Römerstraße Landshut-Moos. | D-2-7242-0469 |      |
| Zeholfing (Standort) | Siedlung des Neolithikums, unter anderem der Linearbandkeramik, der Gruppe Oberlauterbach, der Münchshöfener und Altheimer Gruppe, der Bronzezeit, Hallstatt-, (späten) Latène- und römischen Kaiserzeit. | D-2-7342-0139 |      |
| Zeholfing (Standort) | Verebnete Grabhügel vorgeschichtlicher Zeitstellung. | D-2-7342-0141 |      |
| Zeholfing (Standort) | Siedlung des Neolithikums und der Latènezeit. | D-2-7342-0142 |      |
| Zeholfing (Standort) | Verebnete Grabhügel vorgeschichtlicher Zeitstellung mit Kreisgräben und Siedlung vor- und frühgeschichtlicher Zeitstellung. | D-2-7342-0143 |      |
| Zeholfing (Standort) | Erd-/Grabenwerk mit Kreisgrabenanlage des Mittelneolithikums und Grabenwerk der Münchshöfener Gruppe. Bestattungsplatz des Mittelneolithikums. Siedlung der Linearbandkeramik, der Stichbandkeramik, der Gruppe Oberlauterbach, der Münchshöfener Gruppe, der Bronzezeit, Urnenfelder-, Latène- und mittleren römischen Kaiserzeit sowie des Mittelalters und der Neuzeit.                                 | D-2-7342-0145 |      |
| Zeholfing (Standort) | Untertägige Befunde des Mittelalters und der frühen Neuzeit im Bereich der abgegangenen Kirche mit zugehörigem, aufgelassenen Friedhof in Kothingeichendorf. | D-2-7342-0146 |      |
| Zeholfing (Standort) | Siedlung bzw. Körpergräber vor- und frühgeschichtlicher Zeitstellung. | D-2-7342-0147 |      |
| Zeholfing (Standort) | Siedlung vor- und frühgeschichtlicher Zeitstellung. | D-2-7342-0148 |      |
| Zeholfing (Standort) | Siedlung vor- und frühgeschichtlicher und mittelalterlich-frühneuzeitlicher Zeitstellung. | D-2-7342-0149 |      |
| Zeholfing (Standort) | Siedlung vor- und frühgeschichtlicher Zeitstellung. | D-2-7342-0150 |      |
| Zeholfing (Standort) | Siedlung vor- und frühgeschichtlicher Zeitstellung, unter anderem der Altheimer und der Badener Kultur sowie der Hallstattzeit. Bestattungsplatz der Glockenbecherkultur und des frühen Mittelalters. | D-2-7342-0151 |      |
| Zeholfing (Standort) | Reihengräberfeld des frühen Mittelalters. | D-2-7342-0152 |      |
| Zeholfing (Standort) | Siedlung des Neolithikums, der Urnenfelder- und Hallstattzeit sowie des Hochmittelalters. | D-2-7342-0153 |      |
| Zeholfing (Standort) | Siedlung vor- und frühgeschichtlicher Zeitstellung. | D-2-7342-0154 |      |
| Zeholfing (Standort) | Verebneter Graben und Siedlung vor- und frühgeschichtlicher sowie mittelalterlicher Zeitstellung. | D-2-7342-0155 |      |
| Zeholfing (Standort) | Siedlung der Linearbandkeramik, des Spätneolithikums, der Hallstattzeit und des Hochmittelalters. | D-2-7342-0156 |      |
| Zeholfing (Standort) | Siedlung des Neolithikums. | D-2-7342-0157 |      |
| Zeholfing (Standort) | Siedlung der Linearbandkeramik, der Münchshöfener Gruppe und der Bronzezeit. | D-2-7342-0163 |      |
| Zeholfing (Standort) | Siedlung vor- und frühgeschichtlicher Zeitstellung. | D-2-7342-0164 |      |
| Zeholfing (Standort) | Siedlung vor- und frühgeschichtlicher Zeitstellung. | D-2-7342-0165 |      |
| Zeholfing (Standort) | Siedlung der jüngeren bis späten Linearbandkeramik und der späten Latènezeit. | D-2-7342-0166 |      |
| Zeholfing (Standort) | Siedlung vor- und frühgeschichtlicher Zeitstellung. | D-2-7342-0167 |      |
| Zeholfing (Standort) | Siedlung der Latènezeit. | D-2-7342-0168 |      |
| Zeholfing (Standort) | Siedlung vor- und frühgeschichtlicher Zeitstellung. | D-2-7342-0169 |      |
| Zeholfing (Standort) | Siedlung vor- und frühgeschichtlicher Zeitstellung. | D-2-7342-0170 |      |
| Zeholfing (Standort) | Siedlung vor- und frühgeschichtlicher Zeitstellung, unter anderem der Münchshöfener Gruppe. | D-2-7342-0171 |      |
| Zeholfing (Standort) | Abschnittsbefestigung vor- und frühgeschichtlicher Zeitstellung. Siedlung des Neolithikums, unter anderem der Münchshöfener und Altheimer Gruppe. | D-2-7342-0172 |      |
| Zeholfing (Standort) | Bestattungsplatz vor- und frühgeschichtlicher Zeitstellung. Siedlung vor- und frühgeschichtlicher Zeitstellung, unter anderem der Münchshöfener Gruppe und der Hallstattzeit. | D-2-7342-0175 |      |
| Zeholfing (Standort) | Erd-/Grabenwerk mit Kreisgrabenanlage der Stichbandkeramik. Grabenwerk vor- und frühgeschichtlicher Zeitstellung. Siedlung vor- und frühgeschichtlicher Zeitstellung, unter anderem der Stichbandkeramik, der Gruppe Oberlauterbach, der Urnenfelder- und der Hallstattzeit. | D-2-7342-0185 |      |
| Zeholfing (Standort) | Siedlung des Mittelneolithikums (Gruppe Oberlauterbach). | D-2-7342-0247 |      |
| Zeholfing (Standort) | Siedlung der jüngeren und späten Linearbandkeramik und der frühen Stichbandkeramik. | D-2-7342-0253 |      |
| Zeholfing (Standort) | Siedlung des Neolithikums und der Latènezeit. | D-2-7342-0255 |      |
| Zeholfing (Standort) | Siedlung des Früh- und Hochmittelalters. | D-2-7342-0256 |      |
| Zeholfing (Standort) | Siedlung des Neolithikums, der Hallstatt- und Latènezeit sowie des Hochmittelalters. | D-2-7342-0258 |      |
| Zeholfing (Standort) | Siedlung und Bestattungsplatz vor- und frühgeschichtlicher Zeitstellung, unter anderem des Neolithikums (Schnurkeramik). | D-2-7342-0366 |      |
| Zeholfing (Standort) | Siedlung des Neolithikums, unter anderem des Spätneolithikums, der Hallstattzeit und der mittleren bis späten Latènezeit. | D-2-7342-0368 |      |
| Zeholfing (Standort) | Verebneter Graben und Siedlung vor- und frühgeschichtlicher Zeitstellung. | D-2-7342-0369 |      |
| Zeholfing (Standort) | Siedlung vor- und frühgeschichtlicher Zeitstellung und verebnete vorgeschichtliche Grabhügel mit Kreisgräben. | D-2-7342-0370 |      |
| Zeholfing (Standort) | Siedlung vor- und frühgeschichtlicher Zeitstellung. | D-2-7342-0371 |      |
| Zeholfing (Standort) | Siedlung vor- und frühgeschichtlicher Zeitstellung. | D-2-7342-0372 |      |
| Zeholfing (Standort) | Siedlung der Hallstatt- und Latènezeit. | D-2-7342-0373 |      |
| Zeholfing (Standort) | Siedlung vor- und frühgeschichtlicher Zeitstellung. | D-2-7342-0374 |      |
| Zeholfing (Standort) | Siedlung vor- und frühgeschichtlicher Zeitstellung. | D-2-7342-0375 |      |
| Zeholfing (Standort) | Siedlung vor- und frühgeschichtlicher Zeitstellung. | D-2-7342-0376 |      |
| Zeholfing (Standort) | Siedlung vor- und frühgeschichtlicher Zeitstellung. Verebnetes Grabenwerk oder Abschnittsbefestigung vor- und frühgeschichtlicher oder mittelalterlicher Zeitstellung. | D-2-7342-0377 |      |
| Zeholfing (Standort) | Verebneter vorgeschichtlicher Grabhügel mit Kreisgraben sowie verebnete kleinere Kreisgräben vor- und frühgeschichtlicher Zeitstellung. | D-2-7342-0378 |      |
| Zeholfing (Standort) | Verebneter Grabhügel vorgeschichtlicher Zeitstellung. | D-2-7342-0379 |      |
| Zeholfing (Standort) | Siedlung vor- und frühgeschichtlicher Zeitstellung. | D-2-7342-0380 |      |
| Zeholfing (Standort) | Siedlung vor- und frühgeschichtlicher Zeitstellung. | D-2-7342-0381 |      |
| Zeholfing (Standort) | Siedlung vor- und frühgeschichtlicher Zeitstellung. | D-2-7342-0382 |      |
| Zeholfing (Standort) | Siedlung vor- und frühgeschichtlicher Zeitstellung. | D-2-7342-0383 |      |
| Zeholfing (Standort) | Siedlung vor- und frühgeschichtlicher Zeitstellung. | D-2-7342-0384 |      |
| Zeholfing (Standort) | Untertägige Befunde des Mittelalters und der frühen Neuzeit im Bereich der Katholischen Pfarrkirche St. Laurentius mit zugehörigem, ummauerten Friedhof in Zeholfing, darunter die Spuren von Vorgängerbauten bzw. älteren Bauphasen. Mittelalterlich-frühneuzeitlicher Erdstall. Siedlung des Neolithikums, der Latènezeit und der mittleren Römischen Kaiserzeit. Siehe auch: St. Laurentius (Zeholfing) | D-2-7342-0443 |      |
| Zeholfing (Standort) | Siedlung der Hallstattzeit. | D-2-7342-0449 |      |
| Zeholfing (Standort) | Siedlung des hohen Mittelalters. | D-2-7342-0450 |      |